# حسن أبو لبدة
حسن أبو لبدة (8 نوفمبر 1954 في عرابة - ) إحصائي وسياسي فلسطيني، أسس في عام 1993 الجهاز المركزي للإحصاء الفلسطيني. شغل حقائب وزارات التنمية الاجتماعية، العمل والاقتصاد الوطني في حكومات السلطة الوطنية الفلسطينية المتعاقبة. 

## النشاة والتحصيل العلمي
ولد حسن أبو لبدة في بلدة عرابة بمحافظة جنين شمال الضفة الغربية عام 1954. تلقى تعليمه المدرسي في البلدة. حصل على درجة البكالوريوس في الرياضيات من جامعة بيرزيت عام 1979، وشهادة الماجستير. في الإحصاء الرياضي في جامعة ستانفورد في عام 1981. حصل أبو لبدة مرةً أخرى في وقت لاحق على درجة الماجستير في الإحصاء التطبيقي في عام 1986 ودرجة الدكتوراه في الإحصاء الحيوي في عام 1988 من جامعة كورنيل. عمل أستاذاً مساعداً في جامعة بيرزيت من 1988 إلى 1991.

## مناصب
أسس أبو لبدة الجهاز المركزي للإحصاء الفلسطيني في عام 1993، ليصبح أول مدير له، وفي عهده جرى أول تعداد رسمي فلسطيني للسكان والمساكن والمنشآت في عام 1997 والذي وصفه «بأهمية الانتفاضة». شغل منصب أمين عام مجلس الوزراء، وإلى جانب ذلك، شغل حقائب وزارية متعددة، حيث كان وزيرًا للتنمية الاجتماعية والعمل ضمن تشكيلة الحكومة الفلسطينية التاسعة 2005-2006 ووزيرًا للاقتصاد الوطني ضمن تشكيلة الحكومة الفلسطينية الثانية عشرة 2009-2012.
شغل أبو لبدة أيضًا منصب نائب مدير المجلس الاقتصادي الفلسطيني للتنمية والإعمار -بكدار- ومرتين أمينًا عامًا لمجلس الوزراء. كما شغل منصب الرئيس التنفيذي لمؤتمر فلسطين للاستثمار في عام 2008.
في عام 2009، فاز بانتخابات المجلس الثوري الفلسطيني التي عُقدت أثناء المؤتمر السادس لحركة فتح في بيت لحم وصار عضوًا فيه.
في 29 نوفمبر 2011، اتهم النائب العام الفلسطيني أبو لبدة بالفساد، بتهم منها خيانة الأمانة والاحتيال والتداول من الداخل واختلاس الأموال العامة.